# Fussballclub Balzers
El Fussballclub Balzers, más conocido como FC Balzers, es un club de fútbol de Liechtenstein de la ciudad de Balzers. Fue fundado en 1932 y actualmente se desempeña en la 2. Liga interregional de Suiza, quinta categoría del futbol suizo.

## Historia
El Fútbol Club Balzers , más conocido como el FC Balzers es un equipo de fútbol con sede en Balzers, Liechtenstein. El equipo participa en la Copa de Liechtenstein en la que ha ganado el título 11 veces. Actualmente compite en la 2. Liga Interregional de Suiza, tras descender de la 1. Liga Suiza en la cual quedaron de decimoquintos.  
Es considerado el segundo mejor equipo de Liechtenstein por su importancia y el número de partidarios de su equipo, por detrás del FC Vaduz, ambos fundados en 1932.
Además de los éxitos que tuvieron en las Tazas de Liechtenstein, tiene participaciones en dos etapas preliminares de la Recopa de Europa, en las cuales fueron eliminados por el CSKA Sofia y el BVSC Budapest respectivamente. Disputa sus partidos en el estadio Sportplatz Rheinau de Balzers, situada a orillas del Rin, a poca distancia de la frontera con Suiza. 
El FC Balzers es también conocido como el equipo donde comenzó, como prospecto juvenil, Mario Frick, considerado el jugador más talentoso de Liechtenstein y de sus selecciones nacionales.
También es reconocido por el paso como jugador y entrenador de Michele Polverino, considerado también uno de los mejores jugadores de Liechtenstein.
A inicios de 2025 el club FC Balzers tomó bastante popularidad entre la comunidad hispana en las redes sociales debido al tiktoker argentino Valentin Scarsini, popularmente conocido como Scarso, quien en un vídeo para sus redes sociales decidió pedirle a sus seguidores que siguieran al club en su cuenta de Instagram para que tomara popularidad y ganase más aficionados. La campaña fue todo un éxito, logrando convertir a la cuenta oficial del club en la cuenta oficial de Instagram de un club de fútbol más seguida de todo Liechtenstein y Suiza, acumulando 400.000 seguidores y superando a equipos emblemáticos como el BSC Young Boys.

## Presidentes
Estos son todos los presidentes registrados del FC Balzers.
- Robi Agnolaaza (1996 - Actualidad) [6]

## Uniforme
- Uniforme titular: Camiseta amarilla, pantalón azul, medias azules.
- Uniforme alternativo: Camiseta blanca, pantalón blanco, medias blancas.

## Estadio
El estadio del FC Balzers se llama Sportplatz Rheinau y tiene una capacidad de unos 2000 espectadores aproximadamente, convirtiéndolo en el segundo estadio más grande de Liechtenstein, solo por detrás del Rheinpark Stadion, estadio del FC Vaduz.

## Datos del club
- Participaciones en la Copa de Liechtenstein: 76.
- Campeón de la Copa de Liechtenstein: 11 veces. 
  - 1964, 1973, 1979, 1981, 1982, 1983, 1984, 1989, 1991, 1993, 1997.
- Máximo goleador:  Mario Frick.
- Más partidos disputados: Mario Frick.

## Plantilla

### Temporada 2024-25
- Actualizado el 31 de diciembre de 2024.[7]

## Entrenadores
El FC Balzers ha tenido un total de 10 entrenadores a lo largo de su historia (registrados).
Actualmente Simon Zahn dirige al equipo después de la destitución de Michele Polverino.

## Categorías inferiores

### Fussballclub Balzers II
El Fussballclub Balzers II es el filial directo del FC Balzers, actualmente compite en la 4. Liga, octava división de Suiza.

### Fussballclub Balzers III
El Fussballclub Balzers III es el segundo filial del club, dejó de mostrar actividad en la temporada 2023-24, tras quedar de novenos con tan solo tres puntos en la 5. Liga, novena división de Suiza. 
Sin embargo, el club volvería a mostrar actividad en la Copa de Liechtenstein 2024-25, donde quedarían eliminados en la primera ronda tras perder ante el FC Vaduz III por 2-6 

### Cantera
En general, la cantera del FC Balzers no ha sacado ningún jugador relevante en el ámbito profesional. Sin embargo, varios de los jugadores que algún día formaron parte de la plantilla sub-19, sub-17, etc., forman o formaron parte del equipo sénior; como por ejemplo: Mario Frick, exjugador y entrenador más destacado del equipo. 

## Otras secciones deportivas

### Fussballclub Balzers Femenino
El equipo femenino del FC Balzers no contiene ningún filial, pero sí categorías inferiores donde se forman a nuevos prospectos para el club, aun así, el club no ha sacado a ninguna jugadora relevante en el ámbito profesional.
Actualmente compiten en la 3. Liga Femenina de Suiza, quinta división del país. 

## Palmarés
El FC Balzers es el segundo club de Liechtenstein con más torneos nacionales, obteniendo 11, sólo por detrás del FC Vaduz, los cuales cuentan con 50.

### Títulos nacionales
- Copa de Liechtenstein
  - Campeón (11): 1963-64, 1972-73, 1978-79, 1980-81, 1981-82, 1982-83, 1983-84, 1988-89, 1990-91, 1992-93, 1996-97.[14]
  - Subcampeón (16): 1973-74, 1974-75, 1976, 1979-80, 1985-86, 1991-92, 1993-94, 1998-99, 1999-2000, 2002-03, 2003-04, 2005-06, 2007-08, 2012-13, 2017-18, 2022-23.

### Títulos interregionales
- 2. Liga Interregional
  - Campeón (3): 2010-11 (grupo 6), 2018-19 (grupo 5), 2022-23 (grupo 5).

## Participación en competiciones de la UEFA
| Temporada | Torneo                      | Ronda          | Club               | Ida | Vuelta | Global |
| --------- | --------------------------- | -------------- | ------------------ | --- | ------ | ------ |
| 1993-94   | Recopa de Europa de la UEFA | Clasificatoria | KS Albpetrol Patos | 3:1 | 0:0    | 3:1    |
| 1993-94   | Recopa de Europa de la UEFA | Primera ronda  | CSKA Sofia         | 0:8 | 1:3    | 1:11   |
| 1997-98   | Recopa de Europa de la UEFA | Clasificatoria | BVSC Budapest      | 1:3 | 0:2    | 1:5    |

## Anexos
- Anexo:Entrenadores del FC Balzers